# Jean-Charles Castelletto
Jean-Charles Castelletto (Clamart, 26 de enero de 1995) es un futbolista francés, con nacionalidad camerunesa, que juega de defensa en el Al-Duhail S. C. de la Liga de fútbol de Catar. Es internacional con la selección de fútbol de Camerún.

## Trayectoria
Castelletto comenzó su carrera deportiva en el AJ Auxerre, de la Ligue 2, en 2013.
En 2015 fichó por el Club Brujas de la Primera División de Bélgica, estando cedido en 2016 y 2017 en el R. E. Mouscron y en el Red Star.

### Stade Brest
En 2017 fichó por el Stade Brestois 29, de la Ligue 2, equipo en el que se hizo con el puesto de titular desde el principio, logrando, en la temporada 2018-19, el ascenso a la Ligue 1.
Castelletto debutó en la Ligue 1 el 10 de agosto de 2019, en un partido frente al Toulouse FC.

### Nantes
Su temporada 2019-20, le llevó a fichar por F. C. Nantes a final de temporada.

## Selección nacional
Nacido en Francia, aunque de padre italiano y madre camerunesa, era seleccionable por cualquiera de los tres países, decantándose por la selección de fútbol de Francia en categorías inferiores. Fue internacional sub-16, sub-17, sub-18, sub-19 y sub-20 con Francia.
Sin embargo, para la absoluta, se decidió por la selección de fútbol de Camerún, con la que debutó el 11 de noviembre de 2017, en un partido de clasificación de CAF para la Copa Mundial de Fútbol de 2018 frente a la selección de fútbol de Zambia.

## Clubes
| Club                    | País    | Año       |
| ----------------------- | ------- | --------- |
| A. J. Auxerre           | Francia | 2013-2015 |
| Club Brujas             | Bélgica | 2015-2017 |
| R. E. Mouscron (cedido) | Bélgica | 2016      |
| Red Star F. C. (cedido) | Francia | 2016-2017 |
| Stade Brestois 29       | Francia | 2017-2020 |
| F. C. Nantes            | Francia | 2020-2025 |
| Al-Duhail S. C.         | Catar   | 2025-act. |

## Palmarés

### Títulos nacionales
| Título          | Club         | País    | Año  |
| --------------- | ------------ | ------- | ---- |
| Copa de Francia | F. C. Nantes | Francia | 2022 |